# Anders Broman (musiker)
Hans Anders Gunnar Broman, född 31 augusti 1981 i Alfta församling, är en svensk musiker som är basist i bandet Bloodbound, samt gitarrist i punkbandet Kjell Kritik.
2011 ersatte Broman basisten Johan Sohlberg i Bloodbound efter att gitarristen Tomas Olsson och sångaren Patrik Johansson sett honom spela med H.W.B. Innan Broman blev medlem i Bloodbound var han gitarrist i Taleswapper, ett band som han hade tillsammans med bland annat Markus Albertson (Gormathon och Bloodbound) och Karl Svedåker (Gormathon). Anders var även basist i Saint's Addiction samt sångare och basist i Nexcis, H.W.B. och Broken Bottle Barfight.   
2015 startade Broman sidoprojektet Kjell Kritik, där han lagt undan basen till fördel för gitarren.   
Anders Broman är även sångare i plojbandet Männen Från Kivik, där han gestaltar karaktären "Leffe".

## Diskografi

### Bloodbound
- 2011 - Unholy Cross
- 2012 - In The Name Of Metal
- 2014 - Stormborn
- 2016 - One Night of Blood - Live
- 2017 - War of Dragons
- 2019 - Rise of the Dragon Empire
- 2021 - Creatures of the Dark Realm

### Taleswapper
- 2001 - Power From The Underground Vol. 1[8] (samlingsvolym - blandade artister)
- 2010 - Abiko no.53 - The Final Formula[9]

### Kjell Kritik
- 2017 - Låtsaskompis (EP)